# Silver City (Nevada)
Silver City é uma comunidade não-incorporada localizada no estado norte-americano de Nevada, no Condado de Lyon.
Está situada próxima a Carson City, a capital estadual. Em 2000 sua população era de 170 habitantes.